# Gustave Van Belle
Gustave Van Belle (Lovendegem, 16 de marzo de 1912 - Gante, 25 de agosto de 1954) fue un ciclista belga que corrió durante los años 30 del siglo XX. Solo se le conoce una victoria, la primera edición de la Gante-Wevelgem en 1934.

## Palmarés
1934
- Gante-Wevelgem